# Diane Mazloum
 (mai 2025).
Diane Mazloum est une femme de lettres franco-libanaise née à Paris en 1980 et élevée à Rome.

## Biographie

### Enfance et formation
Elle commence des études d’astrophysique à l’Université Pierre et Marie Curie à Paris et se tourne ensuite vers l'art et le design à l’Université américaine de Beyrouth. 

### Carrière
Son premier roman, Beyrouth, la nuit, parait en 2014. Elle y évoque la jeunesse libanaise.
Son deuxième roman, L'âge d'or, raconte le Liban des années 1970 à travers l'histoire d'un jeune couple basculé dans la guerre civile,. Il fait partie des cinq romans finalistes du prix Renaudot. Il obtient également le prix France-Liban 2018.
Son roman Une piscine dans le désert est nommé en 2020 pour trois prix littéraires : le Renaudot, le Femina et le Médicis,. Elle raconte notamment l'histoire des membres de la diaspora libanaise, partagés entre leurs origines et leur ouverture vers le monde. Elle y évoque également la fécondation in vitro. 
Elle est présente à Beyrouth lors de l'explosion du 4 août 2020 qui ravage la ville,. Elle écrit l'article Peut-être que cette destruction radicale de Beyrouth est notre ultime chance de changer “radicalement”, publié dans Le Monde du 9 août 2020.
En 2022 parait Le musée national. Elle y évoque l'histoire du Musée national de Beyrouth, après y avoir passé la nuit du 23 au 24 décembre 2020, conformément à la règle de la collection « Ma nuit au musée » des Éditions Stock,.

### Vie privée
Elle vit à Paris depuis 2015. Elle est mariée à l'éditeur parisien Manuel Carcassonne. 

## Ouvrages
- Nucleus en plein cœur de Beyrouth City, Éditions de la Revue Phénicienne, 2009  (ISBN 978-2-9138-7517-3).
- Beyrouth, la nuit, Éditions Stock, 2014  (ISBN 978-2-2340-7753-9).
- L'âge d'or, J-C Lattès, 2018  (ISBN 978-2-7096-6319-9).
- Une piscine dans le désert, J-C Lattès, 2020  (ISBN 978-2-7096-6583-4).
- Le musée national, Éditions Stock, 2022  (ISBN 978-2-2340-9224-2).

## Ouvrages collectifs
- Pourquoi j'écris, Éditions de la Revue Phénicienne, 2009  (ISBN 978-2-9138-7520-3).
- Pour l'amour de Beyrouth, Fayard, 2020  (ISBN 978-2-2137-1817-0).
- Bella Italia, Gremese, 2021  (ISBN 978-2-3667-7267-8).
- La bibliothèque des écrivains, Flammarion, 2021  (ISBN 978-2-0802-5884-7).
- Diaristes libanais, Les Moments littéraires, no 49, 2023, 252 p.

## Prix et récompenses
- Prix Amic 2019 pour L’âge d’or.
- Prix France-Liban 2018 pour L’âge d’or.

### Presse
- Rachid Laïreche, « Diane Mazloum, Beyrouth «in» », sur Libération, 14 avril 2014.
- Edgar Davidian, « Les bruits, les fureurs et les amours dans le Liban de Diane Mazloum », sur L'Orient-Le Jour, 20 août 2018.
- Christian Makarian, « Les cèdres coupés du Liban », sur Lexpress.fr, 25 septembre 2018.
- Danielle Laurin, « Le naufrage du Liban », sur Le Devoir, 20 novembre 2018.
- Pierre de Gasquet, « « Une piscine dans le désert » : frictions libanaises », sur Les Échos, 1er novembre 2020.
- Joseph Ghosn, « Se suicider doucement, la nuit, à Beyrouth », sur Le Nouvel Obs.
- Frédéric Beigbeder, « Que personne ne dorme ! », sur Le Figaro.
- Olivia de Lamberterie, « Mots - Beyrouth et le Liban », sur Télématin.